# Plumb (cântăreață)
Tiffany Arbuckle Lee, cunoscută după numele de scenă Plumb, este o cântăreață, compozitoare și autoare americană. Ea a vândut peste 500.000 de albume și peste două milioane de single-uri în lumea întreagă, muzica sa fiind inclusă în multe filme și show-uri de televiziune.

## Discografie
Albume
- 1997 – Plumb
- 1999 – candycoatedwaterdrops
- 2003 – Beautiful Lumps of Coal
- 2006 – Chaotic Resolve
- 2007 – Blink
- 2013 – Need You Now